# Osmia sparsipuncta
Osmia sparsipuncta är en biart som beskrevs av Johann Dietrich Alfken 1914. Osmia sparsipuncta ingår i släktet murarbin, och familjen buksamlarbin. Inga underarter finns listade i Catalogue of Life.